# Smrtonosni strojevi
Smrtonosni strojevi (engl. Mortal Engines) prvi je i najpoznatiji roman iz serije "Kronike gladnih gradova", sjevernoirskog pisca Philip Reevea, izdan 2001. godine.

## Vanjske poveznice
- Philip Reeve
- Predator Cities